# Architecture Kasséna

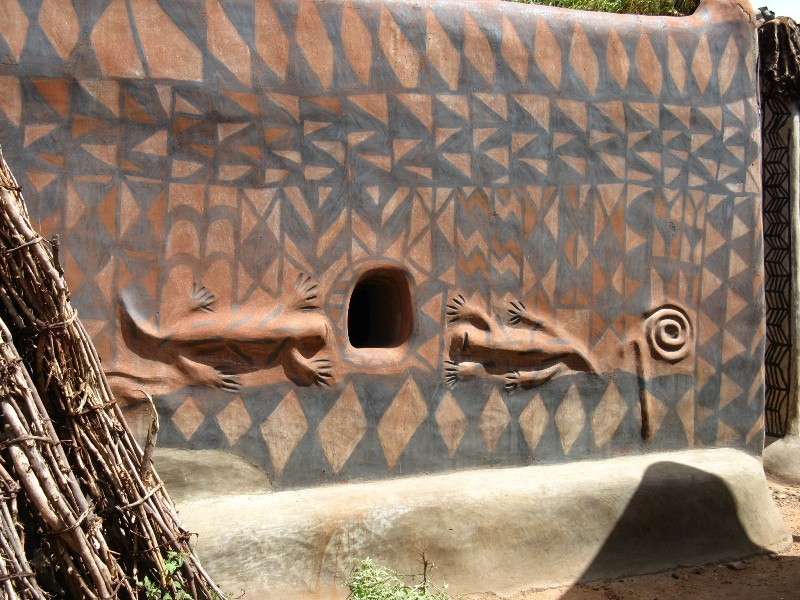
Habitat kasséna décoré à Tiébélé (Burkina Faso).

Larchitecture Kasséna est un un ensemble de techniques architecturales typiques du peuple des Kasséna, au Burkina Faso.

## Contexte géographique
Tiébélé est située à une trentaine de kilomètres de la ville de Pô. C'est un village situé dans la province du Nahouri, dans la région du Centre-Sud avec une population estimée à environ 74 000 habitants. C’est dans cette partie Burkina Faso, que se trouvent les Kasséna, un peuple qui se distingue par son architecture.

## Habitations Kasséna

### Types de maisons
À Tiébélé, les habitations ont conservé leur architecture traditionnelle. La maison rectangulaire ou carrée est réservée aux jeunes couples. Avec un toît en herbe, la maison ronde est une cabane où vit un homme célibataire. Sur les murs des cases, il y a des transcriptions qui relatent l’histoire des Kasséna. Ce sont des dessins, symboles et des signes géométriques comme la pipe, les cauris, des signes géométriques, etc. Ils ont une signification particulière. Par exemple, la pipe symbolise un cadeau que le petit-fils doit donner à son grand-père en guise de bon retour d’un voyage. Les losanges et les carrés représentent des motifs de pagnes et les barres symbolisent des empreintes d’éperviers et de poulets.

### La maison en forme de 8
Encore appelé la maison authentique, ce type d’habitation représente l’architecture typique originale des Kasséna. Elle est composée de deux pièces de telle sorte que les deux salles jointes forment le chiffre 8 d’où son nom la « maison en forme de 8 ». Une maison de ce type peut durer un siècle ou plus. Elle est destinée aux anciens et aux petits enfants. De nos jours, elle est utilisée pour certains rites funéraires. À l’intérieur des cases, devant chaque pièce, on trouve des murets pour protéger contre un ennemi. Ils existent toujours à l’intérieur des cases « Kassena » mais répondent à la tradition, à la culture.

### Peinture des cases
Les Kasséna sont célèbres par l’esthétisme de leurs habitats traditionnels et leurs peintures murales exceptionnelles. Après la construction des cases par les hommes, les femmes assurent la peinture, la décoration murale. Elles y peignent des figures symboliques, géométriques ou zoomorphes liées à leurs représentations sociales et culturelles. La peinture est faite à base de pigments naturels : graphite, talc, latérite, terre grise très cohésive, bouse de vache, cendre de bois ou encore décoction domestique et goudron contemporain. Elles procèdent d’abord au décapage et colmatage des fissures des murs puis à la technique de la peinture.